# Citharinus latus
Citharinus latus (лат.) — вид пресноводных лучепёрых рыб из семейства цитариновых отряда хараксообразных. Распространены в Африке.

## Описание
Тело высокое, лирообразной формы, сжато с боков, покрыто циклоидной чешуёй. Чешуя относительно мелкая, в боковой линии 59—71 чешуй, между боковой линией и брюшными плавниками 13,5—15,5 рядов. Высота тела укладывается 1,6—1,9 раза в стандартной длине тела. Верхнечелюстная кость редуцирована, на ней отсутствуют зубы. Есть жировое веко. В спинном плавнике 20—23 мягких ветвистых лучей. В анальном плавнике 23—26 мягких лучей. Грудные плавники короткие, их длина составляет половину от длины головы. Брюшные плавники равны по длине грудным. Имеется жировой плавник. Основание жирового плавника длиннее расстояния между жировым и спинным плавниками. Хвостовой плавник раздвоенный. Максимальная стандартная длина тела 84 см, а масса 2,5 кг.
Тело серебристого цвета. Плавники сероватые, нижняя лопасть хвостового плавника, анальный и брюшные плавники— красные.

## Биология
Питаются детритом.

## Ареал
Распространены в крупных реках и озёрах тропических областей Африки в следующих странах: Сенегал, Буркина-Фасо, Гвинея-Бисау, Того, Бенин. Обычны в реке Нил и озере Альберт.